# Vientre de alquiler (política)
Vientre de alquiler es un término peyorativo que se utiliza en la política peruana para describir a las personas que se unen a un partido, movimiento y cualquier organización política en general, no por tener ideas a fines a dichos grupos, sino para lograr llegar a un puesto público para beneficiarse del poder otorgado y dejar la agenda política de su organización del bien común en segundo plano.

## Contexto
Para el jurista peruano Fernando Tuesta Soldevilla los vientres de alquiler se suelen dar por una mala fiscalización y conlleva a una franquicianización comercial de la política. Las organizaciones catalogadas como vientres de alquiler suelen permanecer inactivas durante todo su período de vida, pero al momento de las elecciones políticas se llenan de miembros e individuos. Por otra parte el analista también peruano Roger Montalvo Cáceres afirma que «ceder su organización [organizaciones políticas] a “extraños” [en referencia a los vientres de alquiler] lo que hace es destruir la democracia y la institucionalidad de los partidos políticos que deberían ser fortalecidos».
La politóloga Paula Távara sostiene que estos partidos, al no tener una actividad política real ni liderazgo propio, «ponen a personajes con liderazgo y adhesión del electorado». Hay varios ejemplos notables. Wayka señaló a Unión por el Perú como ejemplo, por incluir a Ollanta Humala en las elecciones de 2006. En 2020 RPP atribuyó a Fuerza Popular, que recurrió a candidatos invitados para postular como congresistas.
En 2015, Fernando Rodríguez, jefe del Registro de Organizaciones Políticas del JNE, elaboró un proyecto de ley para regular las prácticas con el fin de reducir la presencia de los denominados «partidos negocio» o «partidos cascarón».

## Críticas
Yvette Bürki, profesora de Lingüística de la Universidad de Berna, sostiene que la aplicación del término «vientre de alquiler» en el discurso político peruano se construye sobre un primer registro negativo de la práctica originaria que le da nombre, hecho que revela cierta ideología conservadora que considera esta práctica como negativa. Como resultado, la acuñación y empleo del término que parecen obedecer a subjetividades, terminan por divulgar un patrón de conducta negativo hacia la práctica originaria.